# A Holiday Carole
A Holiday Carole è un album in studio natalizio della cantante statunitense Carole King, pubblicato nel 2011.
In Regno Unito e Australia il disco è stato pubblicato con il titolo A Christmas Carole.

## Tracce
1. My Favorite Things – 3:21 (Richard Rodgers, Oscar Hammerstein II)
2. Carol of the Bells – 1:56 (Mykola Leontovych)
3. Sleigh Ride – 2:31 (Leroy Anderson, Mitchell Parish)
4. Christmas Paradise – 3:25 (Louise Goffin, George Noriega, Jodi Marr)
5. Every Day Will Be Like a Holiday – 3:08 (William Bell, Booker T. Jones)
6. Chanukah Prayer (with Louise Goffin & grandson) – 3:09 (Trad., Arr. L. Goffin & Lee Curreri)
7. Have Yourself a Merry Little Christmas – 2:33 (Ralph Blane, Hugh Martin)
8. I've Got My Love to Keep Me Warm – 2:54 (Irving Berlin)
9. Christmas in the Air – 3:19 (L. Goffin, Marr)
10. Do You Hear What I Hear – 3:33 (Gloria Shayne Baker, Noël Regney)
11. This Christmas – 3:20 (Donny Hathaway, Nadine McKinnor)
12. New Year's Day – 3:55 (L. Goffin, Guy Chambers)

Tracce Bonus Edizione Deluxe-Target
1. Lo, How a Rose E'er Blooming (Trad.; testo inglese: Theodore Baker)
2. Last Christmas (George Michael)
3. New Year's Day (Acoustic Version) (L. Goffin, Chambers)